# Kungsringbuk
Kungsringbuk (Rhodichthys regina) är en djuphavsfisk i ordningen kindpansrade fiskar som finns i Arktis och angränsande vatten.

## Utseende
Som alla ringbukar har fisken ett kraftigt huvud med stor mun, och en avsmalnande kropp med rygg- och analfenor som sträcker sig längs hela kroppen samt breda bröstfenor. Till skillnad från de flesta andra ringbukar har den däremot ingen sugskiva på buken. Bröstfenorna, som hos andra ringbukar har omvandlats till denna, saknas därför helt. Fenstrålarna på bröstfenornas främre-nedre del är trådlikt förlängda. Kroppen är skär till klarröd; som mest blir den 31 cm lång.

## Vanor
Kungsringbuken lever på djupt vatten mellan 1080 och 2365 m nära dyiga bottnar. Inte mycket är känt om dess fortplantning, men honor med mogna ägg, 70 eller mer till antalet och en diameter av 7 mm, har påträffats från sommaren till december månad. Födan består av olika ryggradslösa bottendjur, bland annat kräftdjur.

## Utbredning
Arten finns i Arktis och nordöstra Atlanten från Grönland över Island och Färöarna till Norska havet.